# Andreiniimon nuptialis
Andreiniimon nuptialis är en insektsart som först beskrevs av Heinrich Hugo Karny 1918.  Andreiniimon nuptialis ingår i släktet Andreiniimon och familjen vårtbitare. Inga underarter finns listade i Catalogue of Life.